# Mezeluri

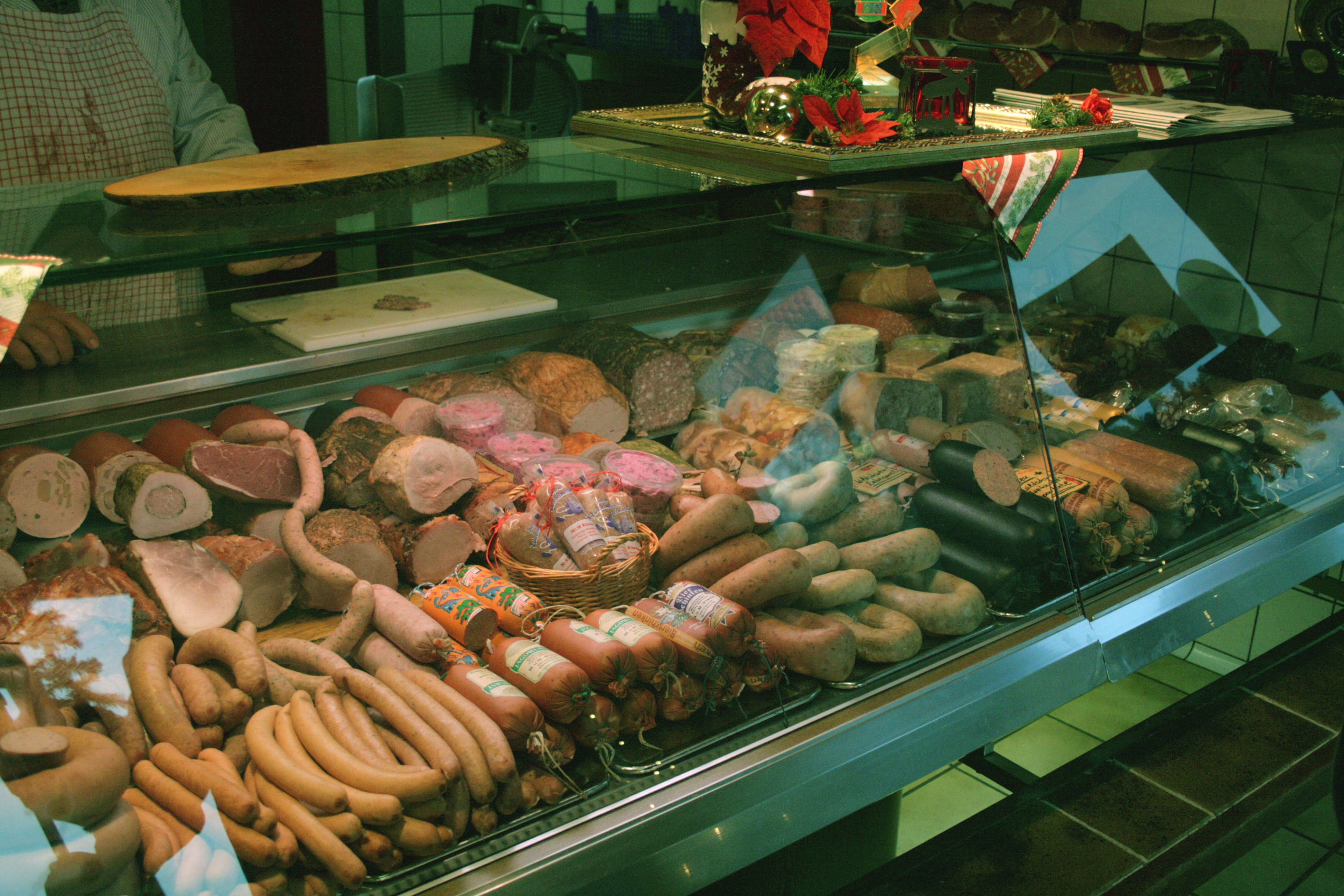
Mezeluri

Mezeluri este un nume generic dat mai multor preparate alimentare din carne, de tipul salamului.

## În România
În anul 2007, în România, consumul anual de preparate din carne a fost de 8,9 kg de carne anual pe cap de locuitor.
În anul 2006, în România s-au vândut aproximativ 220.000 de tone de mezeluri, cu o valoare la producător de 800 de milioane de euro, iar la preț de consumator de 1,2 miliarde de euro.